# 小行星1096
小行星1096（1096 Reunerta）是一颗围绕太阳公转的小行星。1928年7月21日，哈里·埃德溫·伍德在约翰内斯堡发现了此天体。
該小行星以南非科學促進協會會長、礦業工程師西奧多·魯納特（Theodore Reunert）命名。
这颗小行星的绝对星等为10.89等。